# Duje
"Duje" é uma canção da cantora kosovar-albanesa Albina Kelmendi e cinco membros de sua família. Composta por Enis Mullaj com letra escrita por Eriona Rushiti, é uma canção pop em língua albanesa que conta a história da luta de uma família para permanecer unida em um momento difícil. A música foi lançada como single no Spotify em 29 de dezembro de 2022 e no Apple Music em 20 de março de 2023.
A canção competiu na 61ª edição do Festivali i Këngës e venceram o televoto da competição, ganhando assim o direito de representar a Albânia no Festival Eurovisão da Canção 2023. Uma versão reformulada da música foi lançada como single para streaming e download digital a 10 de março de 2023, acompanhada de um videoclipe.

## Contexto e composição
"Duje" foi composta por Enis Mullaj e sua letra foi escrita por Eriona Rushiti.  Albina Kelmendi junto com a sua família concorreram com a canção à 61.ª edição do Festivali i Këngës e ganharam o 2.º lugar. Venceram o televoto da competição e foi isso que permitiu-lhes representar a Albânia no Festival Eurovisão da Canção daquele ano. Depois de terem sido selecionados para representar a Albânia no Festival Eurovisão da Canção de 2023, Albina Kelmendi "afirmou que a canção passaria por uma reformulação, mas permaneceria na língua albanesa".
Musicalmente, "Duje" é uma canção pop em língua albanesa  que conta a história da luta de uma família para permanecer unida em um momento difícil. A música foi lançada como single pela Acromax Media GmbH no Spotify a 29 de dezembro de 2022 e no Apple Music a 20 de março de 2023. A versão reformulada, que representou a Albânia no Festival Eurovisão da Canção de 2023, foi lançada como single para streaming e download digital pela Fole Publishing a 10 de março de 2023.